# Im Zeichen des Mörders
Im Zeichen des Mörders (Originaltitel: Den utvalde; deutscher Alternativtitel Das Zeichen des Mörders) ist ein schwedischer Kriminalfilm aus dem Jahr 2005, entstanden unter der Regie von Martin Söder und Eric Donell. Beide Regisseure treten auch als Darsteller in Erscheinung, Eric Donell außerdem als Produzent, Filmeditor und Drehbuchautor. Der Film kam am 2. November 2005 in die schwedischen Kinos.

## Handlung
Ein raffinierter Serienmörder hinterlässt ein gezeichnetes Symbol als Erkennungszeichen an seinen Tatorten im Großraum Stockholm und kann sich zweieinhalb Jahre der Entlarvung durch die Polizei entziehen. Der engagierte Polizeischüler Johan Ståhl wird aufgrund seiner aufgefallenen analytischen Begabung noch während seiner Ausbildung an den Ermittlungen zu dieser mysteriösen Mordserie beteiligt. Da die Mordkommission den Täter in der Studentenschaft der Universität Uppsala vermutet, wird Johan dort als verdeckter Ermittler eingeschleust. Er wird entdeckt und erhält alsbald eine anonyme Drohung: Sollte er seine Spionagetätigkeit nicht einstellen, muss seine Freundin Amanda mit dem Leben bezahlen.
Als Johan seinen Dozenten Kjell Johansson erhängt samt Abschiedsbrief in dessen eigenem Apartment findet, scheint der Fall gelöst.
Nun jedoch wird Amanda zum Ziel des wirklichen Täters. Er tötet vorzugsweise Menschen mit Defiziten, weil er durch sie die weitere Entwicklung der Menschheit (Evolution) gefährdet sieht. Amanda beispielsweise hatte an der Universität mit Lernschwierigkeiten zu kämpfen.

## Entstehung

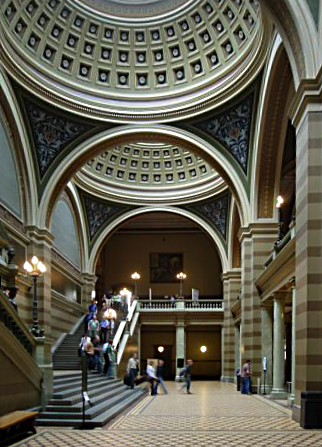
Eingangshalle der Universität Uppsala als Originalschauplatz

Der Film wurde vom 18. Oktober bis zum 2. Dezember 2004 in der schwedischen Stadt Uppsala gedreht, insbesondere im Universitätsgebäude der Stadt.

## Filmmusik
Produzent Eric Donell steuerte seine Songs Melinda, Show Me Loving Tonight und One More zum Film bei. Folgende weitere Songs fanden im Film Verwendung:
- One Way Street von P. Kvint und M. Hedström
- Mandy von Scott English und Richard Kerr
- Dynamite und Clouds Have Come von P. Weeby

## Veröffentlichung
Der deutsche Filmtitel für das Fernsehen lautet leicht abweichend Das Zeichen des Mörders.

## Kritik
Das Lexikon des Internationalen Films urteilte lobend: „Spannender, höchst unterhaltsamer Thriller mit einem überzeugenden Hauptdarsteller.“